# 상허 이태준 가옥
상허 이태준 가옥(尙虛李泰俊家屋)은 월북 작가 이태준이 1933년에 지어 '수연산방'이란 당호를 짓고, 1933년부터 1946년까지 거주하면서 단편으로는 달밤, 돌다리, 중편으로는 코스모스 피는 정원, 장편으로는 황진이, 왕자호동 등 문학작품 집필에 전념한 곳이었다.

## 참고자료
- 상허 이태준 가옥 - 국가유산청 국가유산포털

 본 문서에는 서울특별시에서 지식공유 프로젝트를 통해 퍼블릭 도메인으로 공개한 저작물을 기초로 작성된 내용이 포함되어 있습니다.